# Адвайта-мангала
«Адва́йта-ма́нгала» (рус. Восхваление Адвайты) — гаудия-вайшнавский агиографический текст на бенгали, описывающий жизнь вайшнавского святого и близкого сподвижника Чайтаньи (1486—1534) Адвайты Ачарьи (1434—1559), почитаемого в гаудия-вайшнавизме как одна из ипостасей Панча-таттвы. Автором текста был Харичарана Даса. Точная дата составления «Адвайта-мангалы» неизвестна. Крайней датой создания текста учёные считают 1713 год.